# Abreham Cherkos Feleke
Abreham Cherkos Feleke (ur. 23 września 1989 w Asseli) – etiopski lekkoatleta, specjalista od biegów długich.

## Sukcesy
- złoty medal podczas Mistrzostw Świata Juniorów Młodszych w Lekkoatletyce (Bieg na 3000 m Marrakesz 2005)
- srebro Mistrzostw Świata Juniorów w Lekkoatletyce (Bieg na 5000 m Pekin 2006)
- 3. miejsce w Światowym Finale IAAF (Bieg na 5000 m Stuttgart 2006)
- 8. miejsce na Mistrzostwach Świata w Lekkoatletyce (Bieg na 5000 m Osaka 2007)
- brązowy medal Halowych Mistrzostw Świata w Lekkoatletyce (Bieg na 3000 m Walencja 2008)
- złoto podczas Mistrzostw Świata Juniorów w Lekkoatletyce (Bieg na 5000 m Bydgoszcz 2008)
- 5. miejsce na Igrzyskach Olimpijskich (Bieg na 5000 m Pekin 2008)

## Rekordy życiowe
- Bieg na 3000 metrów - 7:31,81 (2009) (w 2006 ustanowił rekord świata kadetów – 7:32,37).
- Bieg na 3000 metrów (hala) - 7:34.05 (2009)
- Bieg na 5000 metrów - 12:54.19 (2006) rekord świata kadetów.
- Bieg na 5000 metrów (hala) - 13:07.83 (2009)
- Bieg na 5 kilometrów - 13:15 (2006) rekord świata juniorów.
- Półmaraton - 1:01:42 (2011)
- Maraton - 2:06:13 (2011)